# ギャンブル詐欺
ギャンブル詐欺（ぎゃんぶるさぎ）とは、雑誌やインターネット記事、電話やメールなどで「パチンコ、パチスロの必勝法」「公営ギャンブルの必勝法」「宝くじの当選番号」などを教えると持ちかけ、その情報によって当選金や配当金が得られるものと信じ込ませ、登録料や情報料として支払わせて金銭等を騙し取る（脅し取る）特殊詐欺の手口の一つである。攻略法詐欺（こうりゃくほうさぎ）とも言われる。

## 概説
「パチンコやパチスロの攻略法を販売します」という謳い文句で会員を募り、高額な会費や入会料、保証金と称して金銭を騙し取る、あるいは効果のない情報を販売する行為全般を指す。
「打ち子（パチンコの打ち方を教えてもらう代わりに、自分の儲けの一定額を渡す人の事。サクラとして用いられる場合もある）募集」などといった広告やメールで会員を募っている詐欺サイトもある。
ほかには、「ロト6等の数字選択式宝くじの当選番号を教える」というものもある。
また、泣き寝入りする被害者も多く、実際の被害状況は広範にわたると言われている。

## 手口
ギャンブル詐欺の手法は多岐にわたるが、以下に典型的な例を示す。
- 雑誌広告

パチンコ・パチスロ関係の雑誌に広告を載せ、「攻略法」を販売する。
雑誌に掲載されていることで、出版社によって広告内容の検証が行われていると錯覚することが往々にしてあるようであるが、雑誌社にとっては単なる広告収入目的で掲載しているだけであって、その内容に何ら関わりはない。
攻略法販売会社が広告主の場合、いわゆるバーター広告としてあたかも攻略法が存在するかのように記事形式で広告が掲載される場合がある。
- ウェブサイト

パチンコの解説などをコンテンツとしたウェブサイトを開き、サイト上で販売を行う。
手軽に行えるところに特徴がある。連絡先がはっきりしないことが多く、代金を支払ったにもかかわらず「攻略法」さえ届かない場合もある。
インターネットオークションで売りに出されることもある。出品者は、初めは無料同然の落札金額でガセネタを「出品」し、落札者に対し「無料でいいので評価に良いをつけて下さい」などと持ちかける。落札者も無料であれば「ガセネタで元々」とそれに従うので、このようにして一見信用のある「アカウント」を育てる手口がある。
書き込み可能なWebサイトやブログ、BBS等に無差別に攻略法販売勧誘やガセネタを書き込む（あたかも攻略法が存在するように思わせる）こともある。
- ダイレクトメール、電子メール

ダイレクトメールや電子メールで直接購入を持ちかける。他の手法と組み合わせて用いられることもある。
別の「攻略法」を購入することにより個人情報がリスト化され、他の業者に利用されてメールが送られてくることも多い。
- 路上販売

店内や店周辺などで声をかける。攻略法の検証依頼と称して売りつけることもある。パチンコ店駐車場の車に携帯電話番号などを記したチラシをはさみ、客を集めるケースもある。
- 打ち子の募集

「儲けた時に一定の金額を上納させる」という条件などをつけて攻略法を売るが、しばしばこの攻略法が偽物の場合がある。
- 実演販売

実際に攻略法を見せて販売する。詐欺である場合、玉が出やすい（釘や設定が「甘い」）パチンコ台にあらかじめ目をつけておき、その台を用いて実演を行う。中には実演に用いた台が改造されていたことを疑わせる事例も存在する。また、第三者と組んで客の目を盗んで「貯玉」や現金で大量に玉を借り、それを廻して攻略の効果があったかのごとく「見せ玉」とすることもある。
- アルバイト情報

いわゆるアルバイト雑誌に、（打ち子）モニター募集、などと他の通常のアルバイト、パート募集情報と同列に募集情報を掲載し、「ギャンブルとしてではなく、仕事です」と打ち子を募集しているケースもある。
- 数字選択式宝くじの当選番号

「ロト6」など数字選択式宝くじの抽選結果が、インターネットの宝くじの公式サイト上で抽選直後（概ね19時ごろから）に公表されていることを知らない人に対し、翌朝の新聞で報じられる前に、あたかも当選番号を事前に知っているかのように装い「当選番号を教えます」等と言って、当選番号の情報提供料や預託金などの名目で金銭を騙し取ろうとする手口である。
- その他

偽の攻略法を売りつけた後、パチンコ店や警察を騙り、パチンコ台の故障などを理由として高額の支払いを要求された例もある。

### 例
- 「○○にセット打法発覚！」、「誰でもバトルボーナスが89％モードで大連チャン！」等と言うメールがくる。
- ホームページのリンクを辿り、「入会案内」と言うページから「入会申し込み」をする。
- 後日、担当者から入会金の振込先が案内され、「振り込みが終わりましたらご連絡下さい。」と言う連絡がくる。
- 攻略法（詐欺サイトの場合は100％ガセネタと考えられる）を教えてもらう。
- パチンコ屋で試しても成果が上がらず、騙されたことに気づく。
- サイトが消滅している。電話も通じない（実は転送電話で契約が解除されている）。

と言った具合である。

## 特徴
攻略法詐欺においては、詐欺であることを明確に認識しにくいという問題がある。
一般的には効果が十分に検証されないまま、あやふやな根拠で攻略法を販売する行為も攻略法詐欺にあげられることもあるが、判例上詐欺罪が成立するには「相手を騙して金品或いは利益を得ようとする意思のもとに相手を欺罔する」という故意が必須条件であることから、最初から嘘情報と判っていながら販売する行為でなければ、詐欺罪が成立しない。摘発された業者が「有効な情報であると信ずる」等と主張して欺罔の意思を否認した場合は、捜査機関は客観的に故意があったことを立証せねばならず、パチンコ・パチスロという遊技システムの秘匿性も手伝って、立証は難しいと言われる。
もともと（正当な）攻略法は経験則に基づいて作られるのが普通であり、それなりに実効性があると思われる攻略法においても根拠が示されていないことが多い。そのため偽の攻略法をつかまされても、すぐにはそれと気づかない。
また偽攻略法の効果が出ない原因を自分の腕の悪さに求めたり、逆にパチンコの確率論的性格から攻略法とは関係なく当たる場合があるので、発覚はさらに遅れる。攻略法の有効性に疑問を持って苦情を言っても、「打ち方が悪い」「その攻略法には対策が施された」などとごまかされてしまう。詐欺であることに気づいたときにはすでに連絡がつかなくなっている場合も多々ある。
攻略法というものが持つ性格も詐欺行為を容易にしている。本当に有効である攻略法の場合、広く知られてしまうとパチンコ店やメーカーに攻略法の存在に気づかれやすく、即座に対策がとられてしまう。そのことから逆に、いかがわしい手段、あるいは高額で売られている「攻略法」ほど、かえって信憑性があると錯覚してしまう。
また、そもそも安易に攻略法販売に飛びつくのは現代のパチンコがギャンブル性を過度に追求しているためであるとして、構造的な問題を指摘する声もある。

## 備考
- 民事訴訟判例

以上の結果から、刑事事件としての成立は難しい攻略法詐欺であるが、2007年2月20日、「絶対稼げるという情報を信じて購入した攻略法が全く役に立たなかった」として、契約者が攻略会社に支払った金額の返還を求めた民事訴訟（福岡地裁）において、細谷泰暢裁判官は「パチンコの出玉は打ち方や釘配置などの複合要素により偶然性に左右される。『確実に稼げる』と誤信させての契約は消費者契約法に定める契約取消理由に当たる」とし、攻略会社に、訴出人が支払った請求金額の全額支払いを命じた。
- この判例では、攻略法そのものの是非や真偽については深く言及せず、不確実なものを確実と決めつけた『販売方法』が法に抵触するという趣旨となっている。